# Motor Chair Sales and Operation Company
Motor Chair Sales and Operation Company war ein US-amerikanischer Hersteller von Automobilen.

## Unternehmensgeschichte
Das Unternehmen wurde 1915 in Chicago in Illinois gegründet. Im gleichen Jahr begann die Produktion von Automobilen. Der Markenname lautete Motor Chair. Die Fahrzeuge wurden anlässlich der Panama-Pacific International Exposition 1915 in Chicago präsentiert und eingeführt. Die Markteinführung erfolgte 1916. In dem Jahr endete die Produktion.

## Fahrzeuge
Im Angebot standen Elektroautos. Wie der Markenname andeutet, waren es Motorstühle. Allerdings hatten sie eine Karosserie aus Metall oder Holz und unterschieden sich auf diese Weise von einem motorisierten Krankenfahrstuhl. Die Reifen waren Vollgummireifen. Eine Abbildung zeigt ein Dreirad mit vorderem Einzelrad und eine Sitzbank für zwei Personen nebeneinander.